# أندرو إليس (لاعب اتحاد الرغبي)
أندرو إليس (بالإنجليزية: Andrew Ellis)‏ هو لاعب اتحاد الرغبي نيوزيلندي، ولد في 21 فبراير 1984 في كرايستشرش في نيوزيلندا.

## وصلات خارجية
- أندرو إليس عل موقع إسبنسكروم (الإنجليزية)
- أندرو إليس على موقع ItsRugby.co.uk (الإنجليزية)